# Paul Fitzgerald (actor)
Paul Fitzgerald (nacido el 14 de octubre de 1970) es un actor, director y escritor estadounidense. Fitzgerald es mejor conocido por dirigir, escribir y protagonizar la película Forgiven y por sus papeles en las películas The Secret Life of Walter Mitty, Tortugas Ninja y El fraude. Fitzgerald también es conocido por sus apariciones en las series de televisión Younger, Veep, Treme y Guiding Light, y por interpretar a Garry LeJeune en la producción de Broadway Noises Off.

## Primeros años
Nacido en la ciudad de Nueva York, estado de Nueva York, y criado en Lynchburg, Virginia, Fitzgerald se graduó de la Universidad del Noroeste en 1993 y obtuvo su maestría en la Escuela de Arte Dramático Old Globe / Universidad de San Diego.

## Carrera

### Cine
Fitzgerald y su socio productor, Kelly Miller, formaron su compañía, Pulled Pictures, en 2004 para producir el primer largometraje de Paul como director, Forgiven. Fitzgerald también escribió y protagonizó Forgiven, que ganó el Premio del Jurado a Mejor Actor Masculino (Hornsby), Mejor Actriz de Reparto (Grant) y Mejor Guion (Fitzgerald) en el Festival de BendFilm, y fue nominado para el Gran Premio del Jurado en el Festival de Cine de Sundance. Fitzgerald también es conocido por sus papeles en El fraude, The Secret Life of Walter Mitty, Tortugas Ninja, Helena from the Wedding, Crazy like a Fox y Jackie Goldberg Private Dick.

### Televisión
Fitzgerald es conocido por sus papeles en las series de televisión Younger, Veep, Deadbeat, Treme, Guiding Light, The Bedford Diaries, Opposite Sex y MYOB. También ha aparecido en series como The Good Wife, Golden Boy, The Americans, Royal Pains, El mentalista, Law & Order, The West Wing, Boardwalk Empire, Blue Bloods, Lights Out, Fringe y John Adams.

### Teatro
Fitzgerald ha aparecido en la producción de Broadway Noises Off como Garry LeJeune y en el musical de rock del centro de la ciudad Debbie Does Dallas.

## Vida personal
Fitzgerald fue miembro del equipo de fútbol americano EC Glass High School de 1988 que ganó el campeonato estatal 3A de Virginia. Es sobrino de la locutora progresista de radio Stephanie Miller y nieto de William E. Miller, quien se postuló como vicepresidente con Barry Goldwater en las elecciones presidenciales de 1964, contra Lyndon B. Johnson y Hubert Humphrey.
En 2011 se unió a la campaña "I am Visible" y apareció en la portada de la revista Bi-Social donde proclamó su bisexualidad. Ha aparecido como personajes bisexuales en su trabajo, como Law & Order: Special Victims Unit y Will & Grace. A partir de 2017, Fitzgerald vive en la ciudad de Nueva York.